# Жизнь Кайли
«Жизнь Кайли» (англ. Life Of Kylie) — американское реалити-шоу. Премьера состоялась 6 августа 2017 года на телеканале E!. Главной героиней реалити является Кайли Дженнер. В первом сезоне будет представлено восемь серий, каждая из которой будет длиться тридцать минут. О выпуске шоу было объявлено 10 апреля 2017 года. И уже через месяц был представлен первый промо-ролик в поддержку предстоящего шоу.

## История
Реалити-шоу покажет другую сторону Instagram и Snapchat сенсации, владелицы косметической компании «Kylie Cosmetics» и постоянной участницы реалити-шоу «Семейство Кардашьян». 
«Эти несколько лет были для меня самым невероятным путешествием. И все благодаря поддержке моих фанатов, — объяснила Кайли. — Это шоу позволит мне посмотреть со стороны на все те захватывающие моменты, которые возникают в процессе работы над моими проектами, а также немного на то, как я провожу время с друзьями»

## Участники
- Кайли Дженнер — главная участница реалити-шоу.
- Джордин Вудс — лучшая подруга, модель.